# Lissodema fallax
Lissodema fallax es una especie de coleóptero de la familia Salpingidae.

## Distribución geográfica
Habita en Tasmania (Australia).